# 奥塞亚娜·塞尔西安-于戈兰
奥塞亚娜·塞尔西安-于戈兰（法語：Océane Sercien-Ugolin，1997年12月15日—），法国女子手球运动员，2020年欧洲女子手球锦标赛银牌得主、2020年夏季奥林匹克运动会女子金牌得主。